# S-mijn

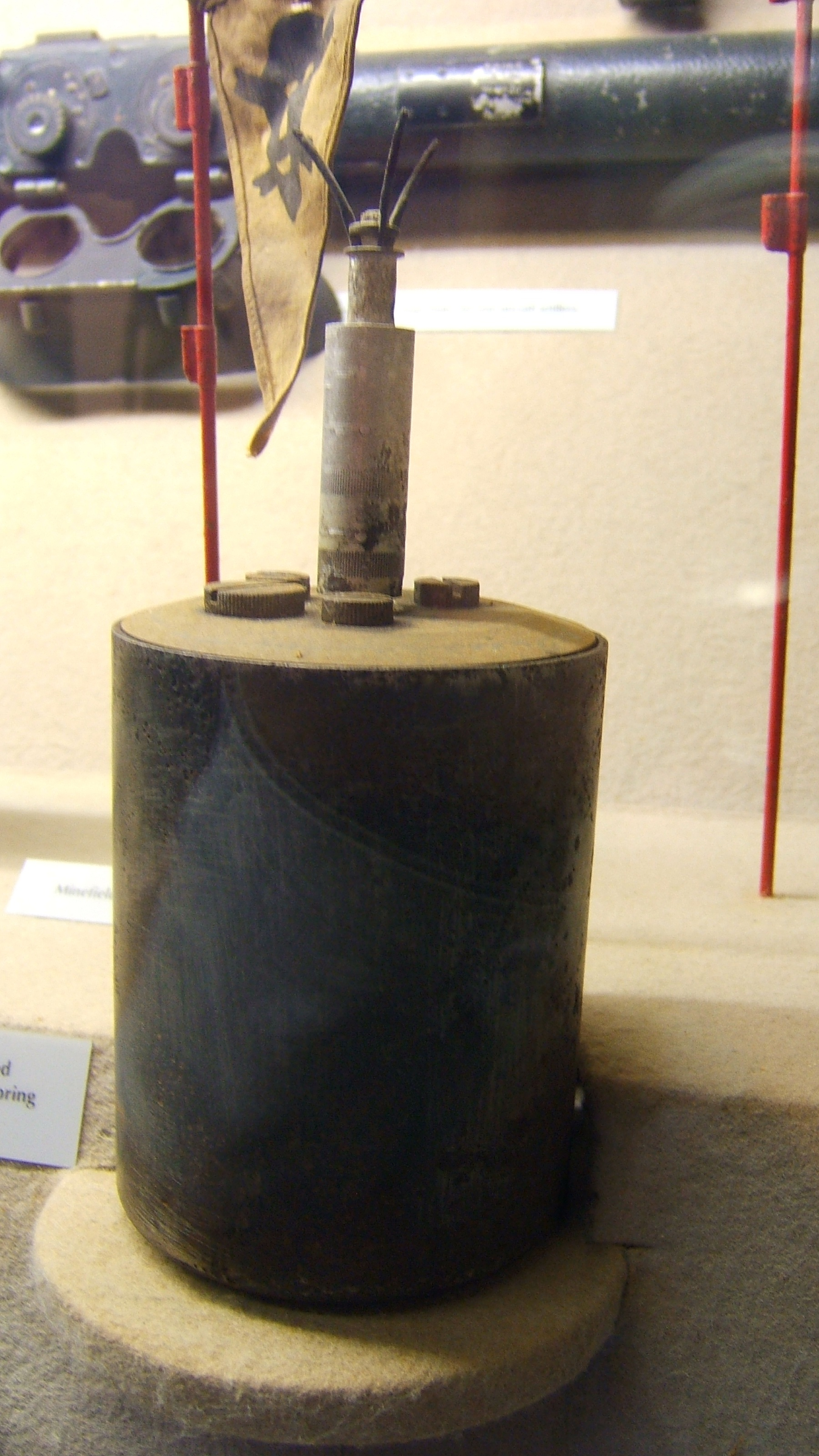
S-mijn in een museum

S-mijn (Schrapnellmine in Duits), door de Amerikanen genoemd "Bouncing Betty", is de bekendste antipersoonsmijn gebruikt in de Tweede Wereldoorlog. Wanneer geactiveerd, springen deze mijnen in de lucht en ontploffen ter hoogte van de heup. Bij die explosie schieten allerlei scherpe stukken staal in alle richtingen. De S-mijnen zijn ontwikkeld door Duitsland in 1930 en veel gebruikt door het Duitse leger in de Tweede Wereldoorlog. De mijn was ontworpen om gebruikt te worden in open plaatsen om onbeschermde infanterie te doden. Er zijn twee types ontwikkeld: SMi-35 en SMi-44. Ook de Finnen gebruikten de mijnen gedurende de Winteroorlog.
De S-mijn is in productie gegaan in 1935 en was een belangrijk onderdeel in de verdedigingsstrategie van Duitsland. Toen de productie bij de capitulatie van Duitsland beëindigd werd, had Duitsland meer dan 1,93 miljoen S-mijnen geproduceerd. Deze mijnen waren verantwoordelijk voor veel zwaargewonden en vertraagden de oprukkende geallieerde troepen. Het ontwerp was eenvoudig en succesvol en werd daarom na de Tweede Wereldoorlog veelvuldig geïmiteerd.

## Gebruik van de S-mijn
De eerste soldaten die de S-mijn tegenkwamen, waren Franse soldaten in het Saaroffensief. De mijnen waren zeer effectief en droeg bij aan de terugtrekking van de Franse soldaten uit Saarland. De Fransen en het Duitse leiderschap waren onder de indruk van de mijnen en onder andere de Verenigde Staten begonnen direct met het namaken van de mijn. De Fransen noemden de mijn "le soldat silence".
De Duitsers gebruikten de S-mijn ook hevig tijdens de verdediging van hun veroverde gebieden en thuisland gedurende de geallieerde invasie van Europa en Noord-Afrika. De mijnen werden geproduceerd in groten getale en geplant om Duitse troepen te verdedigen. Bij de verdediging voor de geplande invasie van de geallieerden in Italië werden meer dan 23.000 mijnen geplant. Ze werden ook geplant op de stranden langs de Atlantische Oceaan als deel van de Atlantikwall. Ze werden veel gebruikt in de verdediging van de Slag om Normandië en de verdediging van Noord-Frankrijk en de Duitse grens. S-mijnen werden ook veel geplant in combinatie met antitankmijnen.
De mijnen hadden een psychologisch effect op de soldaten omdat de mijnen de genitaliën ernstig beschadigden eerder dan het slachtoffer te doden. Ook verspreidden de Amerikanen foute informatie. De mijn zou zogezegd niet exploderen wanneer men gewicht op de mijn plaatste, maar slechts wanneer gewicht van de mijn werd gehaald. Door deze desinformatie hadden soldaten de neiging om te blijven staan nadat ze op de mijn trapten. Dit veroorzaakte bijkomende doden en gewonden.

## Imitaties

Diagramma van S-mijn ontploffing

Het Finse leger kocht de SMi-35 mijn aan voor gebruik in de Winteroorlog. Het Finse leger boekte veel succes met deze mijnen maar het kostte hen veel geld. Gedurende de vervolgoorlog probeerden ze zelf een imitatie te maken maar dit lukte hen niet.
De Fransen maakten de Modèle 1939-mijn maar door de snelle val van Frankrijk in de Slag om Frankrijk werd de mijn maar erg weinig gebruikt. De Fransen gaven hun ontwerp door aan de Amerikanen die er uiteindelijk de M2-mijn van maakten. Toen de Amerikanen na de capitulatie van Duitsland de plannen van Duitse al verbeterde S-mijnen in handen gekregen hadden, ontwierpen ze de M-16-mijn.
De Sovjet-Unie ontwierp ook een mijn (OZM) gebaseerd op de S-mijn; de eerste versie hiervan was dodelijk door de ontploffing van het omhulsel van de mijn zelf maar later werd ook gebruikgemaakt van scherpe stukken staal, zoals bij het originele ontwerp.
Andere landen die zelf mijnen hebben ontwikkeld gebaseerd op de S-mijnen, zijn de Volksrepubliek China en Italië.
De Verenigde Staten produceerden veel mijnen en verkochten deze aan alle leden van de NAVO en onder andere ook aan Zuid-Korea (dat ze veelvuldig plantte in de DMZ), Taiwan, Angola, Cambodja, Cyprus, Iran, Irak, Laos, Thailand, Vietnam. Als een van de weinige landen hebben de Verenigde Staten de Conventie van Ottawa die het gebruik van landmijnen verbiedt, niet getekend, en produceren en verkopen ze nog altijd mijnen die deels gebaseerd zijn op de S-mijn.